# Fort Barrett
Le fort Barrett est un ouvrage en terre construit par la colonne de Californie de l'armée des États-Unis en 1862 pendant la guerre de Sécession. Il est situé dans les villages pimas (en) à 2 milles (3,2 km) de la rivière Gila à proximité de Casa Blanca dans le territoire du Nouveau-Mexique et est construit à proximité du moulin (en) du colon Ammi M. White pour le protéger et fournir un lien en sécurité pour stoker de la nourriture et du fourrage des Pimas pour la progression vers Tucson. Le fort est nommé d'après le lieutenant James Barrett (en) qui a été tué lors de la bataille de Picacho Pass,. À la suite de la capture de Tucson en mai, la construction du poste cesse, et il est abandonné, à l'exception d'un poste pour des sentinelles et les cavaliers de l'express.